# ميشال دو سارتو
ميشال دو سارتو (بالفرنسية: Michel de Certeau)‏ (شامبيري، 17 مايو 1925 - باريس، 9 يناير 1986) كان عالم أنثروبولوجيا يسوعي، ولغوي ومؤرخ فرنسي. الذي أعماله نتراوح بين مجموعة متنوعة من المجالات المختلفة مثل التحليل النفسي والفلسفة والعلوم الاجتماعية.

## طالع أيضأ
- بوليموس

## روابط خارجية
- ميشال دو سارتو على موقع ميوزك برينز (الإنجليزية)